# Odontura algerica
Odontura algerica är en insektsart som beskrevs av Brunner von Wattenwyl 1878. Odontura algerica ingår i släktet Odontura och familjen vårtbitare. Inga underarter finns listade i Catalogue of Life.